# Cuarto Puente (Logroño)
El puente de Práxedes Mateo Sagasta, conocido popularmente como cuarto puente de Logroño, es el más reciente de las construcciones sobre el río Ebro a su paso por Logroño. Diseñado por la oficina Carlos Fernández Casado S. L., fue adjudicado a la empresa Ferrovial Agromán e inaugurado el 30 de abril de 2003.

## Características

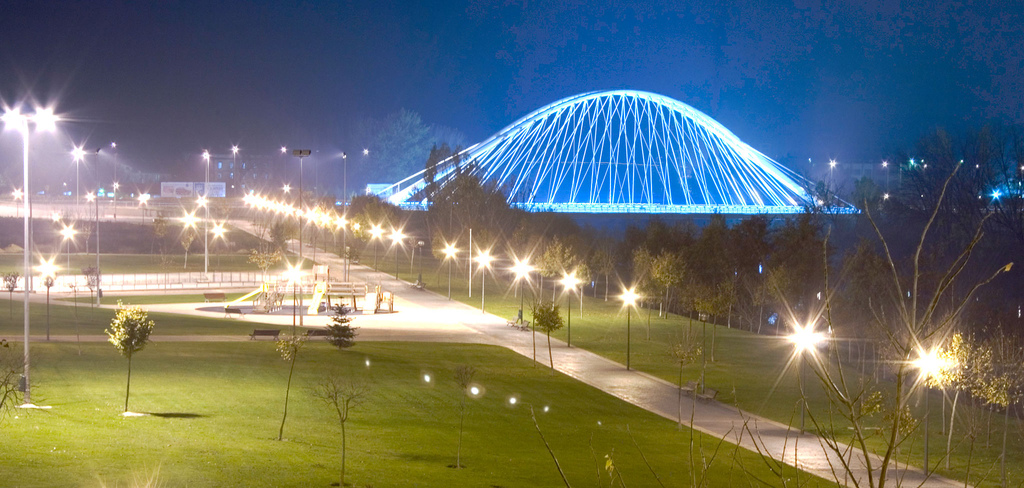
El parque del Ebro, con el puente iluminado al fondo.

El puente fue construido sin ningún apoyo sobre el río Ebro, teniendo 140 m (metros) de luz para salvar ambas orillas. El tablero central, sobre el cual descansa la calzada, tiene 161 m de largo, 18,6 de ancho y 2 de canto. Éste es sujetado por un arco atirantado de 28 m de altura máxima. La estructura del arco es en realidad doble, formada por dos tubos de 1,2 m de diámetro, ligeramente inclinados entre sí para soportar mejor las fuerzas de flexión a las que están sometidos. El arco separa en dos ambos sentidos de circulación, disponiendo cada uno de dos carriles de 3,5 m de ancho.
Las aceras están formadas por sendos tableros laterales de 4 m de anchura y 1,1 de canto que, al contrario que la calzada, no son paralelas al arco central, sino que se separan de ella de forma curva.
Varios focos situados en la mediana, aceras y orillas permiten la iluminación nocturna del conjunto.